# Grinderman
 Grinderman  — рок-гурт, заснований в 2006 році в Лондоні. Є учасниками гурту Nick Cave and the Bad Seeds. Колектив позиціонувався як сайд-проєкт основної групи і спочатку був знаний як Mini Seeds. Метою учасників було відпочити від складного багатогранного звучання The Bad Seeds; вони випустили два альбоми в стилі  гаражного нойз-рок а ( буквально : галасливого рока ), названі просто  Grinderman (2007) і Grinderman 2 (2010). Проєкт був позитивно зустрінутий критиками, але проіснував недовго: у 2011 році музиканти розформували Grinderman і сконцентрувалися на записі нового матеріалу для Nick Cave and the Bad Seeds.

## 2006–2008
Після тривалих гастролей на підтримку подвійного альбому Bad Seeds Abattoir Blues/The Lyre of Orpheus лідер групи Нік Кейв почав складати пісні на гітарі — інструменті, на якому він дуже рідко грав. У результаті вийшло сире звучання, що нагадує ранній пост-панковий альбом Bad Seeds From Her to Eternity. Разом з гітаристом Ворреном Еллісом, басистом Мартіном Кейсі і ударником Джимом Склавунос Кейв сформував колектив Grinderman, який приступив до запису дебютного альбому в Metropolis Studios і RAK Studios в Лондоні. Під час сесій групи була зіграна пісня американського блюзмена Мемфіс Сліма «Grinder Man Blues», яка і дала назву колективу.
Перший сингл «Get It On» сплив 8 січня 2007 року, другий — «No Pussy Blues» 19 лютого. У березні вийшов перший довгограючий запис  Grinderman, який дуже позитивно зустріли критики за грубу енергію, схожу на звучання першої групи Ника The Birthday Party. Третій сингл з Grinderman «(I Don't Need You To) Set Me Free» вийшов 30 квітня. Група дала ряд виступів, у тому числі на нічних музичних шоу «Later … with Jools Holland» та «Late Show with David Letterman». 24 липня 2007 в Медісон-сквер-гарден відбувся унікальний спільний концерт Grinderman і The White Stripes. У 2008 році колектив був одним з хедлайнерів  фестивалю в Роскилле, який брав таких музикантів як  Ніл Янг і Radiohead. Група також записала дві нові пісні «Dream (Song for Finn)» та «Song for Frank» спеціально для фільму  Віма Вендерса «Знімання в Палермо», а також спільну пісню «Just Like a King» з блюзменом Seasick Steve для альбому останнього I Started Out with Nothin and I Still Got Most of It Left.

## 2009–2011

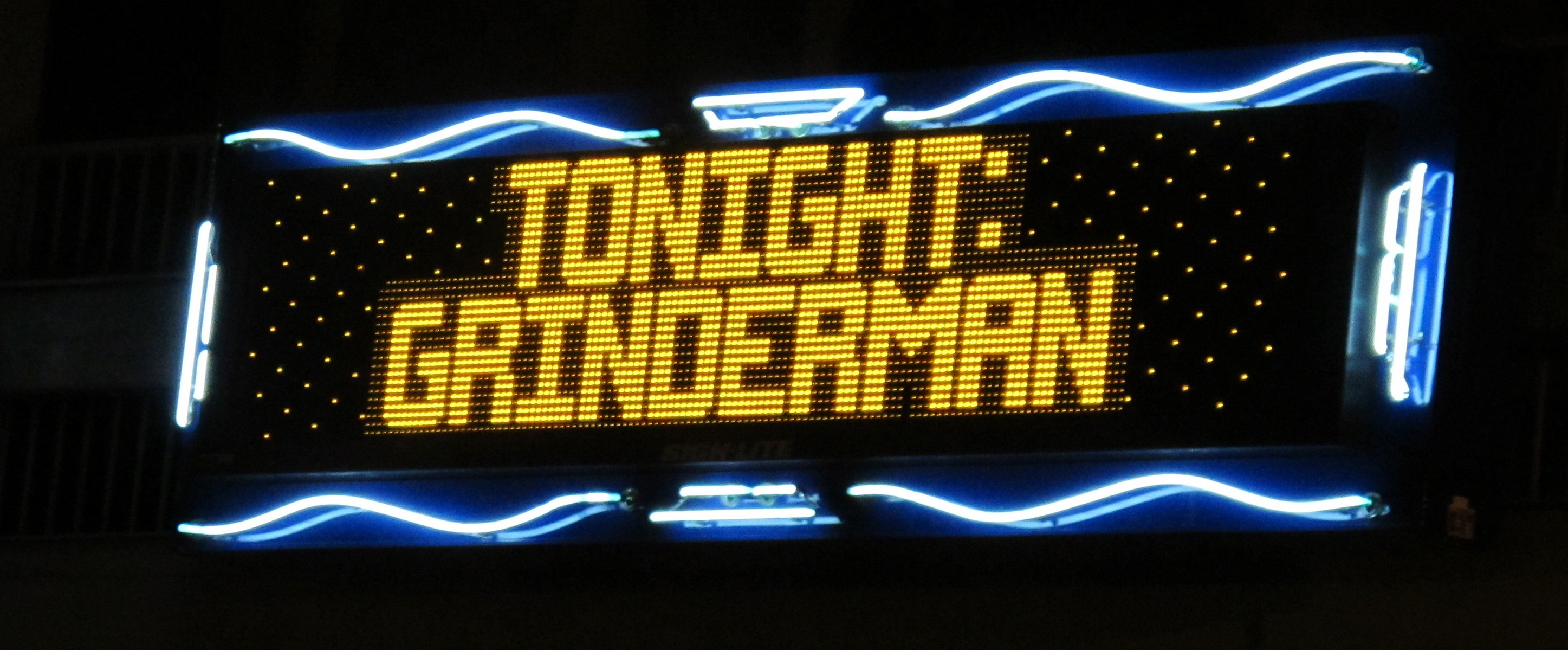
Рекламний щит концерту Grinderman

Діяльність Grinderman була тимчасово припинена для випуску альбому Bad Seeds Dig, Lazarus, Dig!. Після літнього туру на підтримку записи Кейв оголосив про початок роботи над другим альбомом Grinderman, який він описав як  психоделічний стоунер-рок. Музикант також додав, що збирається зробити по-справжньому серйозний альбом і його не цікавить комерційна окупність. Grinderman 2 вийшов на початку вересня 2010 року. Перший сингл «Heathen Child» вийшов 6 числа, відразу за альбомом. З'явилося кілька відеокліпів, знятих давнім другом Bad Seeds  Джоном Хіллкоутом.
Після гастролей, що включають концерти у Великій Британії,  Швейцарії,  Італії,  Словенії і  Північній Америці, Нік Кейв оголосив про розпуск Grinderman. 11 грудня 2011 на фестивалі Meredith Music Festival в  Австралії лідер групи звернувся до своїх шанувальників:
«От і все, Grinderman більше немає. Побачимося через десять років, коли ми станемо ще старше і ще потворніше.» Пізніше, в грудні 2011 року Джим Склавунос сказав таке: «Ми закінчили з тим, що ми повинні були зробити як Grinderman, і настав час рухатися далі, як Nick Cave and the Bad Seeds.»

## Дискографія
Студійні альбоми
- Grinderman ( 2007)
- Grinderman 2 ( 2010)

Альбоми реміксів
- Grinderman 2 RMX ( 2012)

Сингли
- «Get It On» (2007)
- «No Pussy Blues» (2007)
- «(I Don't Need You To) Set Me Free» (2007)
- «Heathen Child» (2010)
- «Worm Tamer» (2010)
- «Palaces of Montezuma» (2011)
- «Mickey Mouse and the Goodbye Man» (2011)

## Склад
- Нік Кейв — вокал, гітара,  орган, фортепіано
- Воррен Елліс — тенор-гітара, електрична мандоліна, скрипка, альт, гітара, бек-вокал
- Мартін Кейсі — бас-гітара, гітара, бек-вокал
- Джим Склавунос — ударні,  перкусія, бек-вокал